# Exostyleae
 (mars 2025).
Si vous disposez d'ouvrages ou d'articles de référence ou si vous connaissez des sites web de qualité traitant du thème abordé ici, merci de compléter l'article en donnant les références utiles à sa vérifiabilité et en les liant à la section « Notes et références ».
 (mars 2025).
Tribu
Synonymes
- clade Lecointea
- clade Lecointioïde Cardoso et al. 2012
- clade Lecointioïdes
- clade Sophoreae sensu Polhill, 1981 pro parte 4
- clade Swartzieae sensu Cowan, 1981 pro parte B
- clade Swartzieae sensu Cowan, 1981 pro parte C

Exostyleae est une tribu de plantes à fleurs de la famille des Fabaceae, de la sous-famille des Faboideae (ou Papilionoideae) et du clade des Meso-Papilionoideae.
Ce sont des plantes trouvées principalement dans les forêts tropicales d'Amérique.

## Liste des genres
- Exostyles Schott
- Harleyodendron R. S. Cowan
- Holocalyx Micheli
- Lecointea Ducke.
- Uribea Dugand & Romero
- Zollernia Wied-Neuw. & Nees

## Publications originales
- (en) Cardoso D, de Queiroz LP, Pennington RT, de Lima HC, Fonty É, Wojciechowski MF, Lavin M (2012). "Revisiting the phylogeny of papilionoid legumes: new insights from comprehensively sampled early-branching lineages". American Journal of Botany. 99 (12): 1991–2013. DOI 10.3732/ajb.1200380.
- (en) Cardoso D, Pennington RT, de Queiroz LP, Boatwright JS, Van Wyk BE, Wojciechowski MF, Lavin M (2013). "Reconstructing the deep-branching relationships of the papilionoid legumes". South African Journal of Botany. 89: 58–75. DOI 10.1016/j.sajb.2013.05.001.